# Campeonato Africano de Atletismo de 2022 - 400 m feminino
A prova dos 400 metros feminino do Campeonato Africano de Atletismo de 2022 foi disputada entre os dias 8 a 10 de junho, no Complexo Esportivo Nacional Cote d'Or, em Saint Pierre, na Maurícia.

## Recordes
Antes desta competição, os recordes mundiais e do campeonato nesta prova eram os seguintes:
|                       | Nome             | Nacionalidade | Tempo  | Local      | Data                 |
| --------------------- | ---------------- | ------------- | ------ | ---------- | -------------------- |
| Recorde mundial       | Marita Koch      | Alemanha      | 47s 60 | Camberra   | 6 de outubro de 1985 |
| Recorde do campeonato | Amantle Montsho  | Botswana      | 49s 54 | Porto Novo | 29 de julho de 2012  |
| Recorde africano      | Falilat Ogunkoya | Nigéria       | 49s 10 | Atlanta    | 29 de julho de 1996  |

## Medalhistas
| Ouro                  | Prata                  | Bronze               |
| Miranda Coetzee (RSA) | Niddy Mingilishi (ZAM) | Veronica Mutua (KEN) |

## Cronograma
Todos os horários são locais (UTC+4). 
| Data        | Hora  | Evento    |
| ----------- | ----- | --------- |
| 8 de junho  | 11:11 | Bateria   |
| 9 de junho  | 15:25 | Semifinal |
| 10 de junho | 15:15 | Final     |

## Resultados

### Bateria
Qualificação: 2 atletas de cada bateria (Q) mais os 6 melhores qualificados (q). 
| Posição | Bateria | Atleta                   | Nacionalidade                  | Tempo   | Notas |
| ------- | ------- | ------------------------ | ------------------------------ | ------- | ----- |
| 1       | 1       | Miranda Coetzee          | África do Sul                  | 52.11   | Q     |
| 2       | 5       | Patience Okon George     | Nigéria                        | 52.19   | Q     |
| 3       | 5       | Leni Shida               | Uganda                         | 52.68   | Q     |
| 4       | 3       | Veronica Mutua           | Quênia                         | 52.97   | Q     |
| 5       | 1       | Niddy Mingilishi         | Zâmbia                         | 53.21   | Q     |
| 6       | 3       | Asimenye Simwaka         | Malawi                         | 53.27   | Q     |
| 7       | 3       | Precious Molepo          | África do Sul                  | 53.32   | q     |
| 8       | 5       | Lydia Jele               | Botswana                       | 53.40   | q     |
| 9       | 3       | Christine Botlogetswe    | Botswana                       | 54.02   | q     |
| 10      | 5       | Amarech Zago             | Etiópia                        | 54.42   | q     |
| 11      | 1       | Tsige Duguma             | Etiópia                        | 54.43   | q     |
| 12      | 4       | Praise Idamadudu         | Nigéria                        | 54.61   | Q     |
| 13      | 2       | Tlhomphang Basele        | Botswana                       | 54.66   | Q     |
| 14      | 1       | Jacinta Shikanda         | Quênia                         | 54.73   | q     |
| 15      | 2       | Marlie Viljoen           | África do Sul                  | 54.99   | Q     |
| 16      | 2       | Abygirl Sepiso           | Zâmbia                         | 55.79   |       |
| 17      | 5       | Agness Mapula            | Zâmbia                         | 56.56   |       |
| 18      | 4       | Msgana Haylu             | Etiópia                        | 56.86   | Q     |
| 19      | 5       | Cynthia Namahako Georges | Madagáscar                     | 57.25   |       |
| 20      | 4       | Nandi Vass               | Namíbia                        | 58.73   |       |
| 21      | 1       | Mudi-Inosensia Haingura  | Namíbia                        | 1:01.34 |       |
| 22      | 2       | Rose Ihisa Uwaro         | Atleta refugiado               | 1:06.33 |       |
| 99      | 1       | Linda Bulabula           | República Democrática do Congo | DNS     |       |
| 99      | 1       | Samira Awali             | Níger                          | DNS     |       |
| 99      | 2       | Djénébou Danté           | Mali                           | DNS     |       |
| 99      | 2       | Plamedi Akonyi           | República Democrática do Congo | DNS     |       |
| 99      | 2       | Jane Maiga               | República Democrática do Congo | DNS     |       |
| 99      | 3       | Ella Onojuvwevwo         | Nigéria                        | DNS     |       |
| 99      | 3       | Cecilia Bouele Bondo     | República do Congo             | DNS     |       |
| 99      | 4       | Vimbai Maisvoreva        | Zimbabwe                       | DNS     |       |
| 99      | 4       | Deline Mpiti             | África do Sul                  | DNS     |       |
| 99      | 4       | Latifa Ali               | Gana                           | DNS     |       |

### Semifinal
Qualificação: 3 atletas de cada bateria (Q) mais os 2 melhores qualificados (q).
| Posição | Bateria | Atleta                | Nacionalidade | Tempo | Notas |
| ------- | ------- | --------------------- | ------------- | ----- | ----- |
| 1       | 2       | Miranda Coetzee       | África do Sul | 52.85 | Q     |
| 2       | 1       | Patience Okon George  | Nigéria       | 53.24 | Q     |
| 3       | 1       | Veronica Mutua        | Quênia        | 53.80 | Q     |
| 4       | 1       | Niddy Mingilishi      | Zâmbia        | 53.97 | Q     |
| 5       | 1       | Leni Shida            | Uganda        | 54.05 | q     |
| 6       | 2       | Asimenye Simwaka      | Malawi        | 54.28 | Q     |
| 7       | 1       | Precious Molepo       | África do Sul | 54.29 | q     |
| 8       | 2       | Lydia Jele            | Botswana      | 54.42 | Q     |
| 9       | 2       | Praise Idamadudu      | Nigéria       | 54.44 |       |
| 10      | 1       | Christine Botlogetswe | Botswana      | 55.06 |       |
| 11      | 2       | Tlhomphang Basele     | Botswana      | 55.90 |       |
| 12      | 1       | Tsige Duguma          | Etiópia       | 56.23 |       |
| 13      | 2       | Marlie Viljoen        | África do Sul | 56.28 |       |
| 14      | 2       | Jacinta Shikanda      | Quênia        | 56.78 |       |
| 15      | 1       | Msgana Haylu          | Etiópia       | 57.62 |       |
| 16      | 2       | Amarech Zago          | Etiópia       | 59.04 |       |

### Final
A final ocorreu dia 10 de junho às 15:15.
| Posição           | Raia | Atleta               | Nacionalidade | Tempo | Notas |
| ----------------- | ---- | -------------------- | ------------- | ----- | ----- |
| Medalha de ouro   | 5    | Miranda Coetzee      | África do Sul | 51.82 |       |
| Medalha de prata  | 5    | Niddy Mingilishi     | Zâmbia        | 52.36 |       |
| Medalha de bronze | 5    | Veronica Mutua       | Quênia        | 52.76 |       |
| 4                 | 5    | Leni Shida           | Uganda        | 52.91 |       |
| 5                 | 5    | Patience Okon George | Nigéria       | 52.98 |       |
| 6                 | 5    | Lydia Jele           | Botswana      | 53.58 |       |
| 7                 | 5    | Precious Molepo      | África do Sul | 53.78 |       |
| 8                 | 5    | Asimenye Simwaka     | Malawi        | 53.86 |       |

Legenda
| Recorde mundial       | Recorde mundial (World record)               |                       | Recorde africano                      | Recorde africano (African) |                                           | Q | Classificado por posição (Qualified) |
| Recorde do campeonato | Recorde do campeonato (Championship record)  | Recorde da América    | Recorde da América (Americas)         | q                          | Classificado por melhor tempo (Qualified) |   |                                      |
| Melhor marca do ano   | Melhor marca do ano (World leading)          | Recorde asiático      | Recorde asiático (Asian)              | DNS                        | Não largou (Did not start)                |   |                                      |
| Recorde nacional      | Recorde nacional (National record)           | Recorde europeu       | Recorde europeu (European)            | DNF                        | Não terminou (Did not finish)             |   |                                      |
| Recorde pessoal       | Recorde pessoal do atleta (Personal best)    | Recorde da Oceania    | Recorde da Oceania (Oceania)          | DSQ / DQ                   | Desclassificado (Disqualified)            |   |                                      |
| Recorde da temporada  | Recorde da temporada do atleta (Season best) | Recorde sul-americano | Recorde sul-americano (South America) | NM                         | Sem marca (No mark)                       |   |                                      |